# Кроа ди Перш
Кроа ди Перш (фр. Croix-du-Perche) насеље је и општина у централној Француској у региону Центар (регион), у департману Ер и Лоар која припада префектури Ножан ле Ротру.
По подацима из 2011. године у општини је живело 204 становника, а густина насељености је износила 16,32 становника/km². Општина се простире на површини од 12,5 km². Налази се на средњој надморској висини од 220 метара (максималној 260 m, а минималној 189 m).

## Демографија
| 1962. | 1968. | 1975. | 1982. | 1990. | 1999. | 2011. |
| ----- | ----- | ----- | ----- | ----- | ----- | ----- |
| 204   | 235   | 190   | 208   | 203   | 163   | 204   |

График промене броја становника у току последњих година